# Inga lateriflora
Inga lateriflora är en ärtväxtart som beskrevs av Friedrich Anton Wilhelm Miquel. Inga lateriflora ingår i släktet Inga och familjen ärtväxter.

## Underarter
Arten delas in i följande underarter:
- I. l. lateriflora
- I. l. latior